# Maicao
Maicao – miasto położone w departamencie Guajira w północno-wschodniej Kolumbii, u nasady półwyspu Guajira, przy granicy z Wenezuelą. Liczba ludności wynosi około 80 tys. mieszkańców.
W mieście rozwinął się przemysł zbrojeniowy, rafineryjny, włókienniczy oraz spożywczy.
W mieście znajduje się Meczet Umara ibn al-Chattaba.